# Paul Möbius (Architekt)

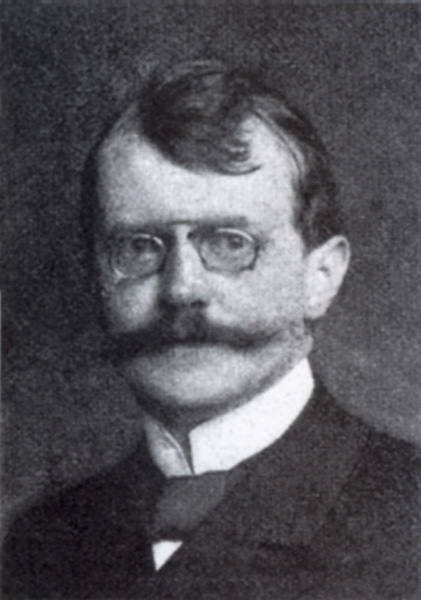
Paul Möbius (1905)

Paul Möbius (* 20. März 1866 in Leipzig; † 6. April 1907 ebenda; vollständiger Name: Paul Otto Hermann Möbius) war ein deutscher Architekt des Jugendstils und gilt als wichtigster Vertreter dieser Stilrichtung in Leipzig.

## Leben
Paul Möbius war der Sohn des Kaufmanns Carl Ludwig Hermann Möbius und der Maria Luise Möbius, geborene Büchner. Er studierte von 1882 bis 1888 an der Leipziger Kunstgewerbeschule unter anderem Ornamentik und Bautechnik. Ab 1884 besuchte er
auch Kurse im Aquarellmalen. 1889 trat er eine Stelle im Architekturbüro Pfeifer & Händel (später Händel & Franke) an. 1899 gründete er zusammen mit Arthur Starke (1864–1915) sein eigenes Büro in dem von ihm erbauten Haus Frankfurter Straße 20, heute Jahnallee 14. In diesem Team war Möbius in der Regel für die Fassadenzeichnungen und teilweise auch die Schnitte zuständig, während die Lagepläne, Grundrisse und Detailzeichnungen fast ausschließlich von Starke stammten.
Möbius war Mitglied der Leipziger Ortsgruppe des Bundes Deutscher Architekten (BDA) und des Leipziger Künstlervereins, dessen geselligem Leben er aber fernstand.
Er blieb unverheiratet und lebte bis zu seinem Tod bei seiner Mutter. Nach längerem Kranksein starb er unerwartet mit 41 Jahren an einem Herzinfarkt. Er wurde auf dem Neuen Johannisfriedhof beigesetzt.

## Bauten
Möbius gestaltete etwa zwanzig Wohngebäude, meist Mehrfamilienwohnhäuser und Villen, sowie ein Geschäftshaus, Ausstellungspavillons und einige Grabmäler. Er entwickelte früh eine ihm eigene, unverkennbare Formensprache mit Anklängen eines monumentalen Jugendstils. Die Schmuckformen der Fassaden seiner Gebäude wiederholen sich auch im Inneren an Treppenhäusern, Stuckdekor, Türen und Beschlägen, ganz im Sinne des Jugendstils, ein Gesamtkunstwerk zu schaffen. Die meisten seiner Bauten sind erhalten und stehen unter Denkmalschutz.
Alle hier genannten Gebäude stehen in Leipzig.

### Mehrfamilienwohnhäuser
- Industriestraße 49 in Schleußig (1893/1894, Mitarbeit)
- Waldstraße 4 in Zentrum-Nordwest (1895/1896, Mitarbeit)
- Jahnallee 14 in Zentrum-Nordwest (1897/1899)
- Johannisallee 11 in Reudnitz-Thonberg (1899/1900)
- Hinrichsenstraße 37 in Zentrum-Nordwest (1899/1900)
- Kurt-Eisner-Straße 68 in der Südvorstadt (1900/1901)
- Tschaikowskistraße 31 in Zentrum-Nordwest  (1900/1901)
- Georg-Schumann-Straße 124/126 in Gohlis-Süd (1901/1903)
- Markranstädter Straße 12 in Plagwitz (1902/1904)
- Roßlauer Straße 10 in Gohlis-Mitte(1902/1903)
- Prager Straße 35 in Reudnitz-Thonberg (1903)
- Stauffenbergstraße 1 in Gohlis-Mitte (1903/1904)
- Eisenacher Straße 17/19 in Gohlis-Süd (1903/1904)
- Jägerstraße 2 in Gohlis-Mitte (1903/1904)
- Dittrichring 10 in Zentrum (1903/1904)
- Merseburger Straße 90 in Altlindena (1904/1905)
- Härtelstraße 23 in Zentrum-Süd (1905/1906)
- Rietschelstraße 2 / Demmeringstraße 22 in Altlindenau (1906)

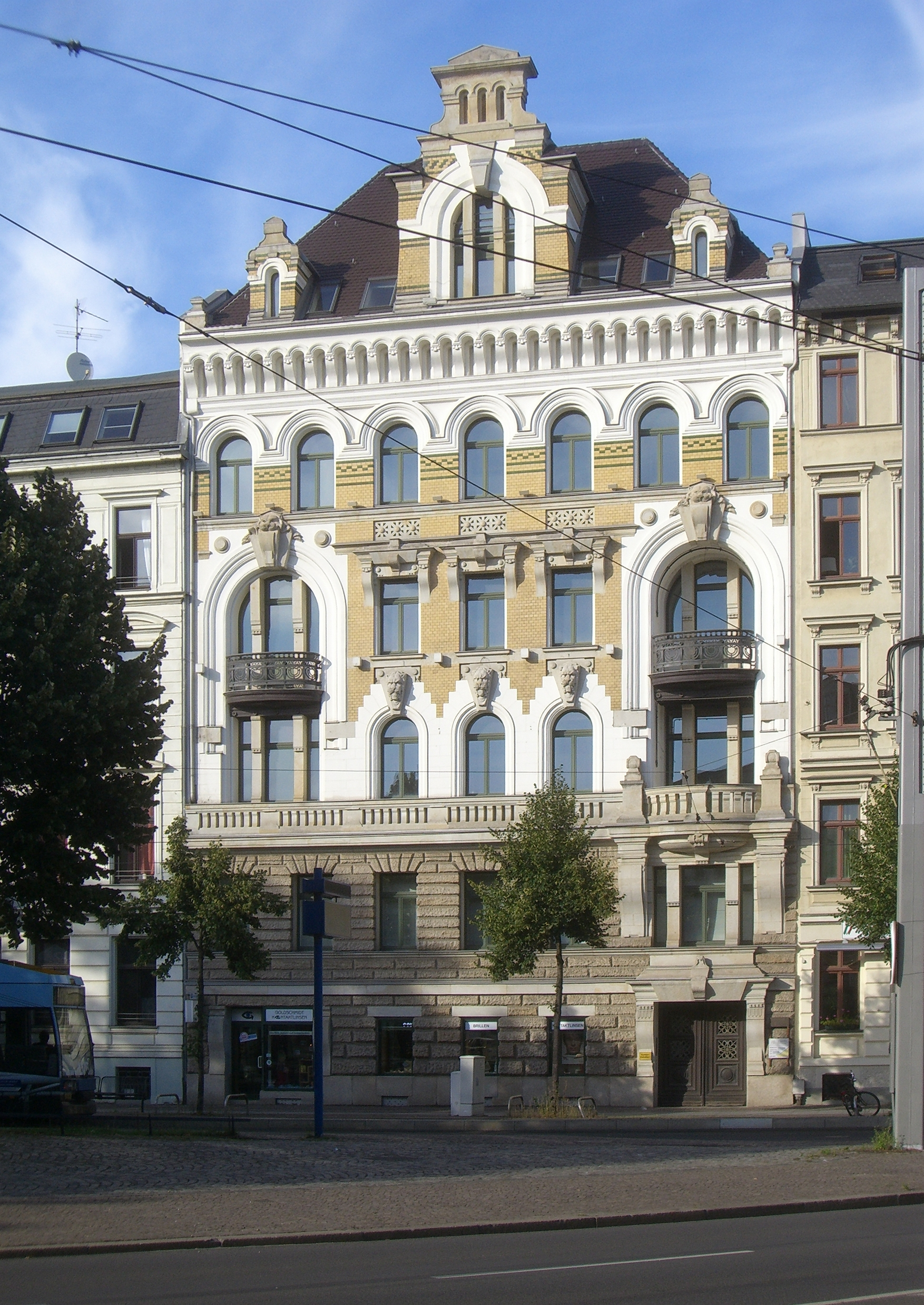
Waldstraße 4
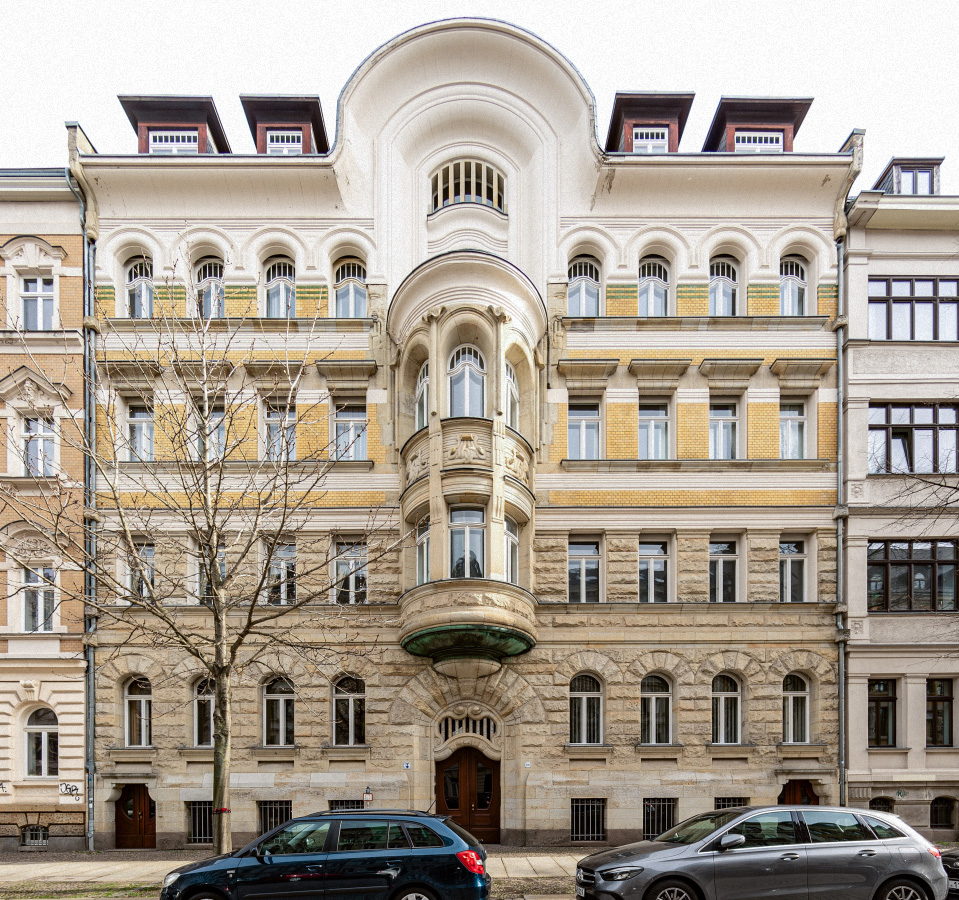
Johannisallee 11
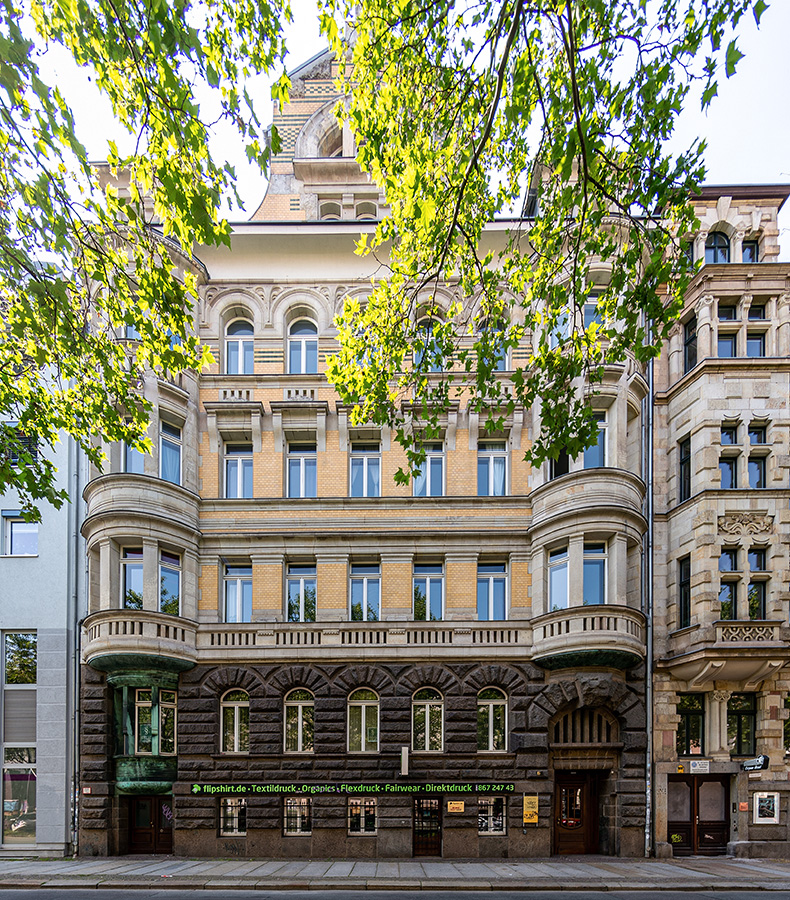
Kurt-Eisner-Straße 68
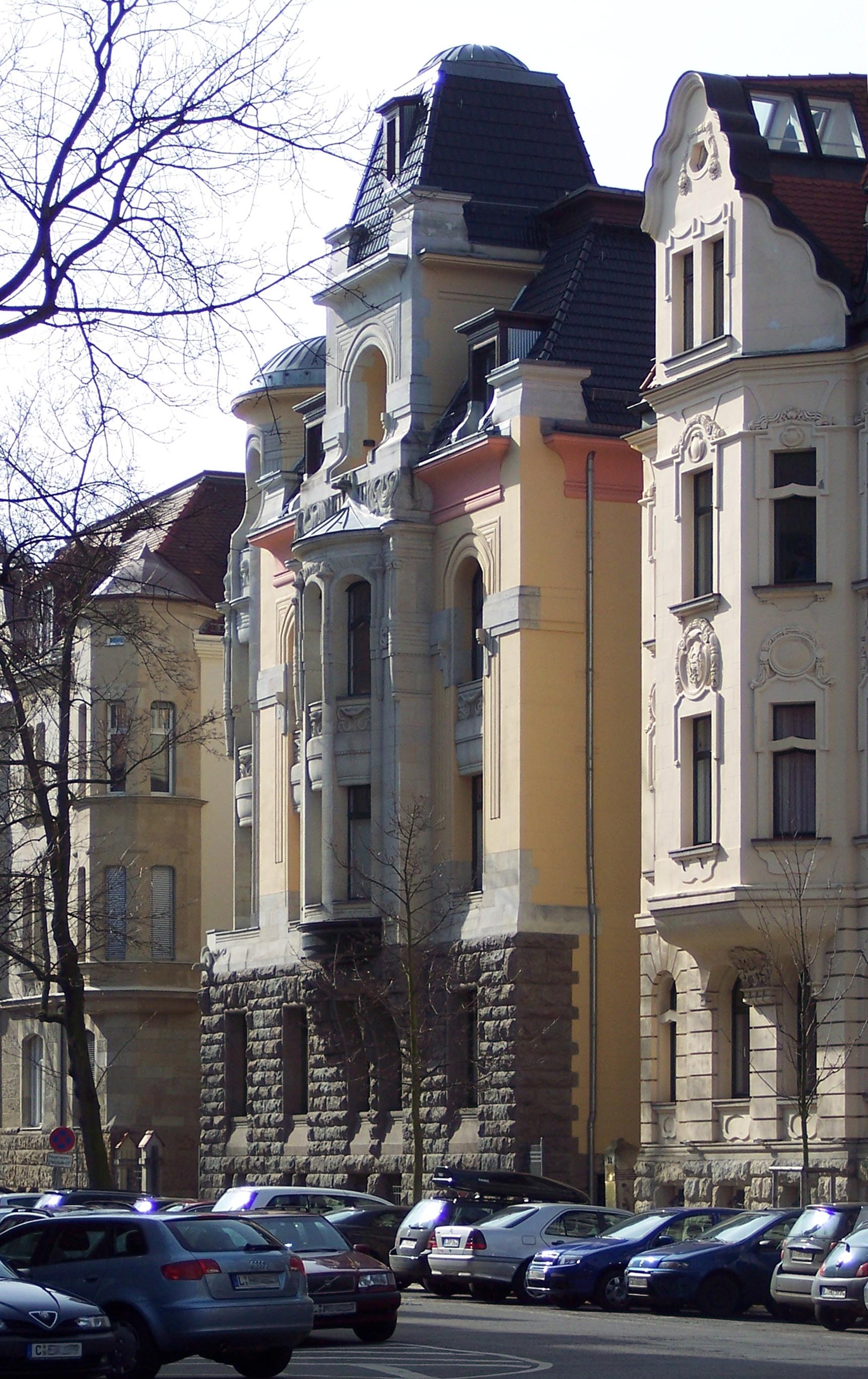
Tschaikowskistraße 31
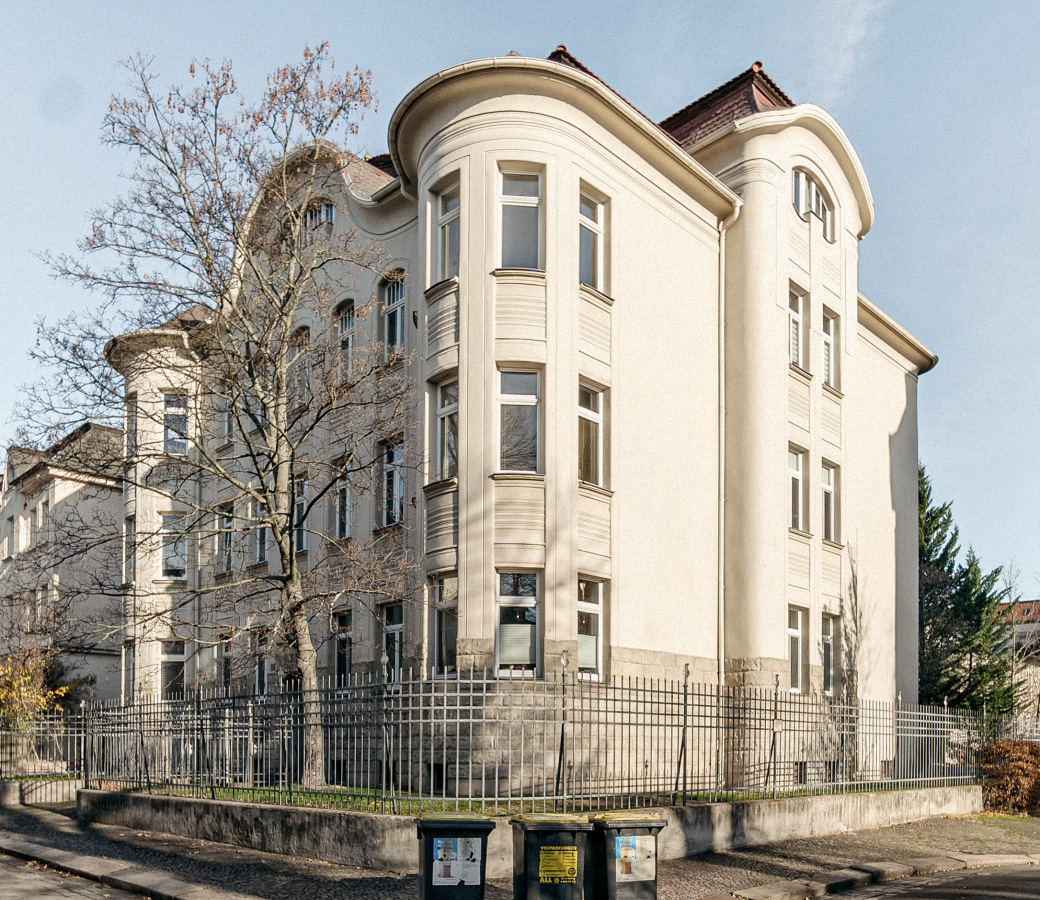
Roßlauer Straße 10
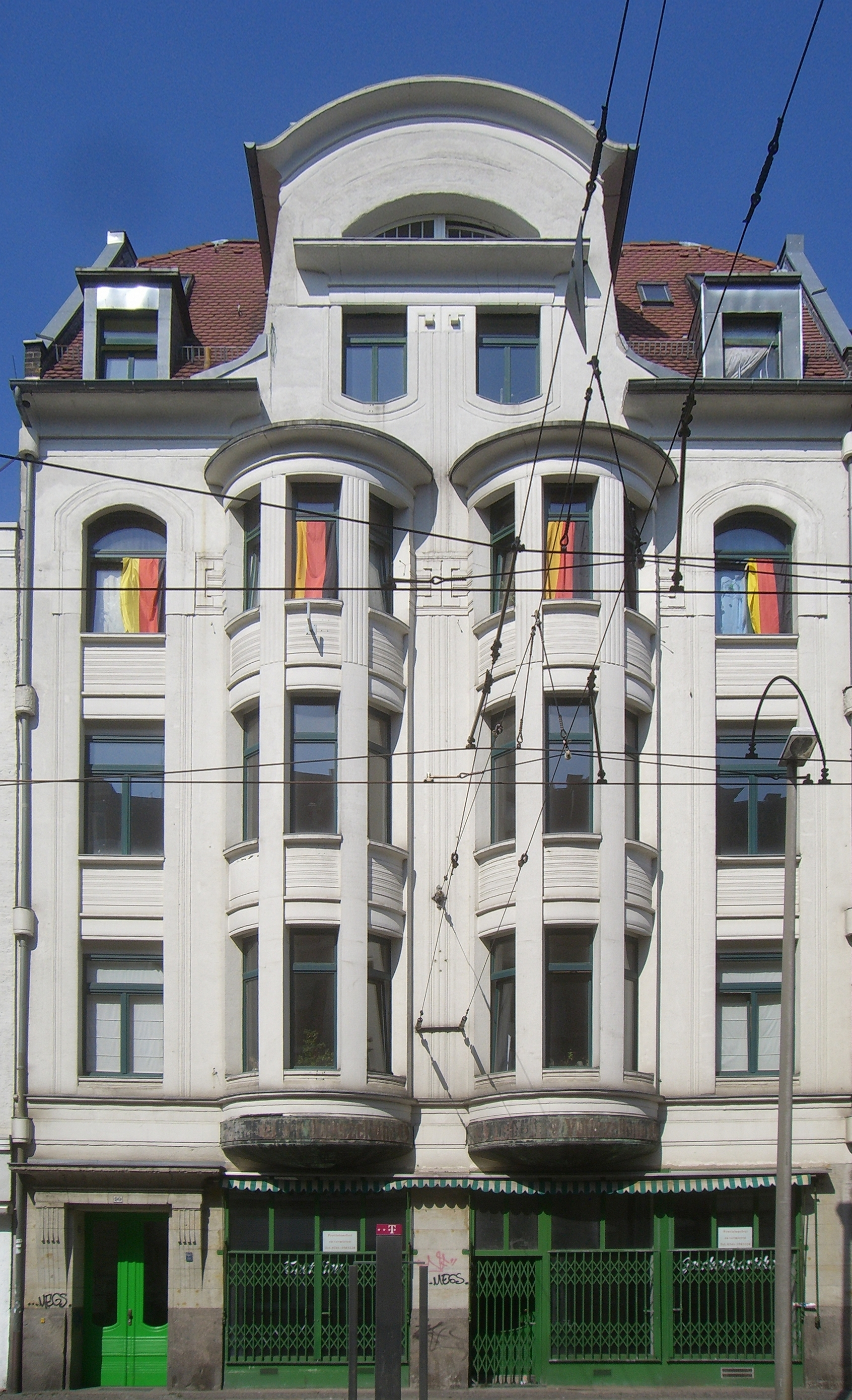
Merseburger Straße 90

### Villen
- Wohnhaus mit Atelier für den Maler Walter Queck in Leutzsch, Laurentiusstraße 1 (1901–1902)
- Villa Buchheim in Leutzsch, Am langen Felde 7 (1901–1902)
- Landhaus Loose in Leutzsch, Rathenaustraße 34 (1901–1902)
- Villa Görke in Leutzsch, Paul-Michael-Straße 6 (1903–1904)
- Villa Junghans in Gohlis-Süd, Trufanowstraße 13 (1905–1907, kriegszerstört)
- Villa Gottschalk in Leutzsch, Baumgarten-Crusius-Straße 10 (1906–1907, vor 1914 erweitert und umgebaut durch Fritz Schade)

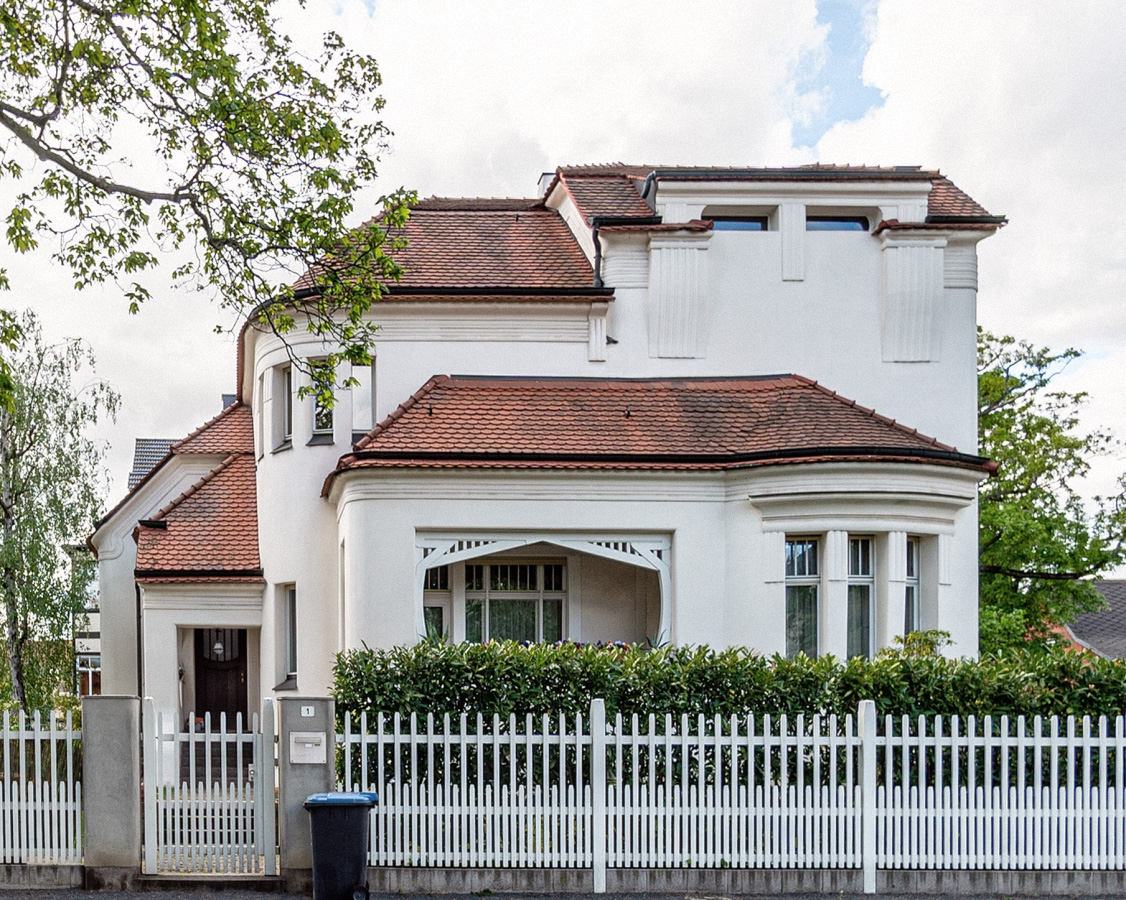
Wohnhaus Queck
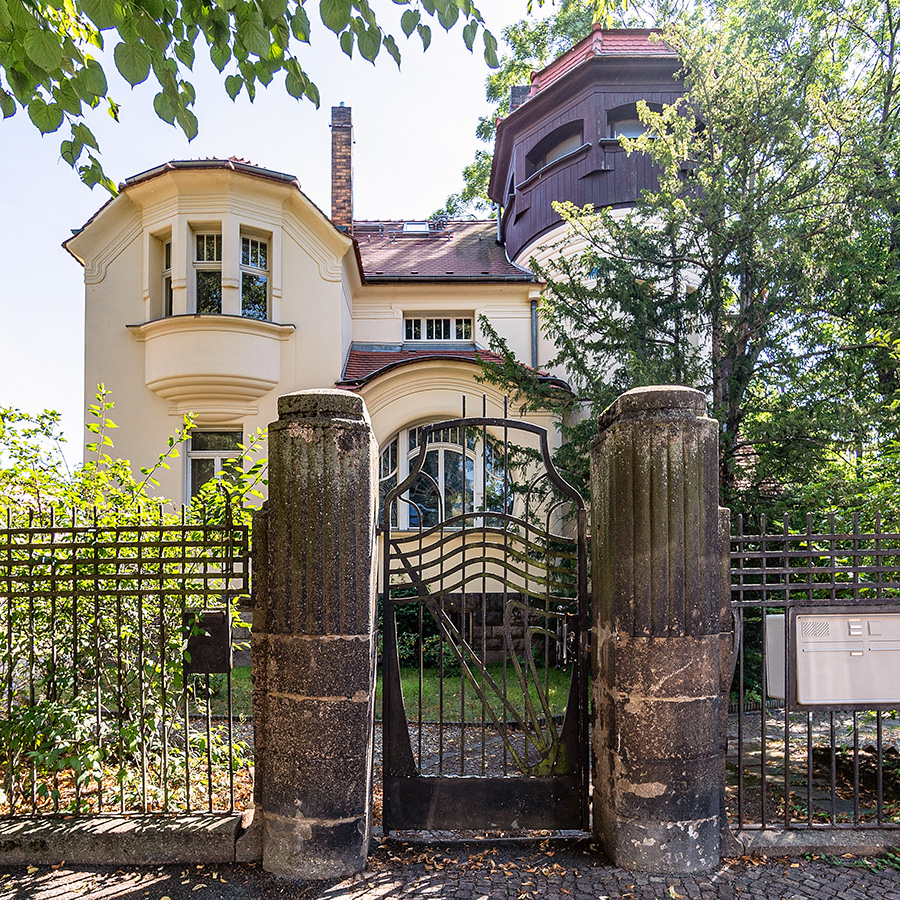
Villa Buchheim
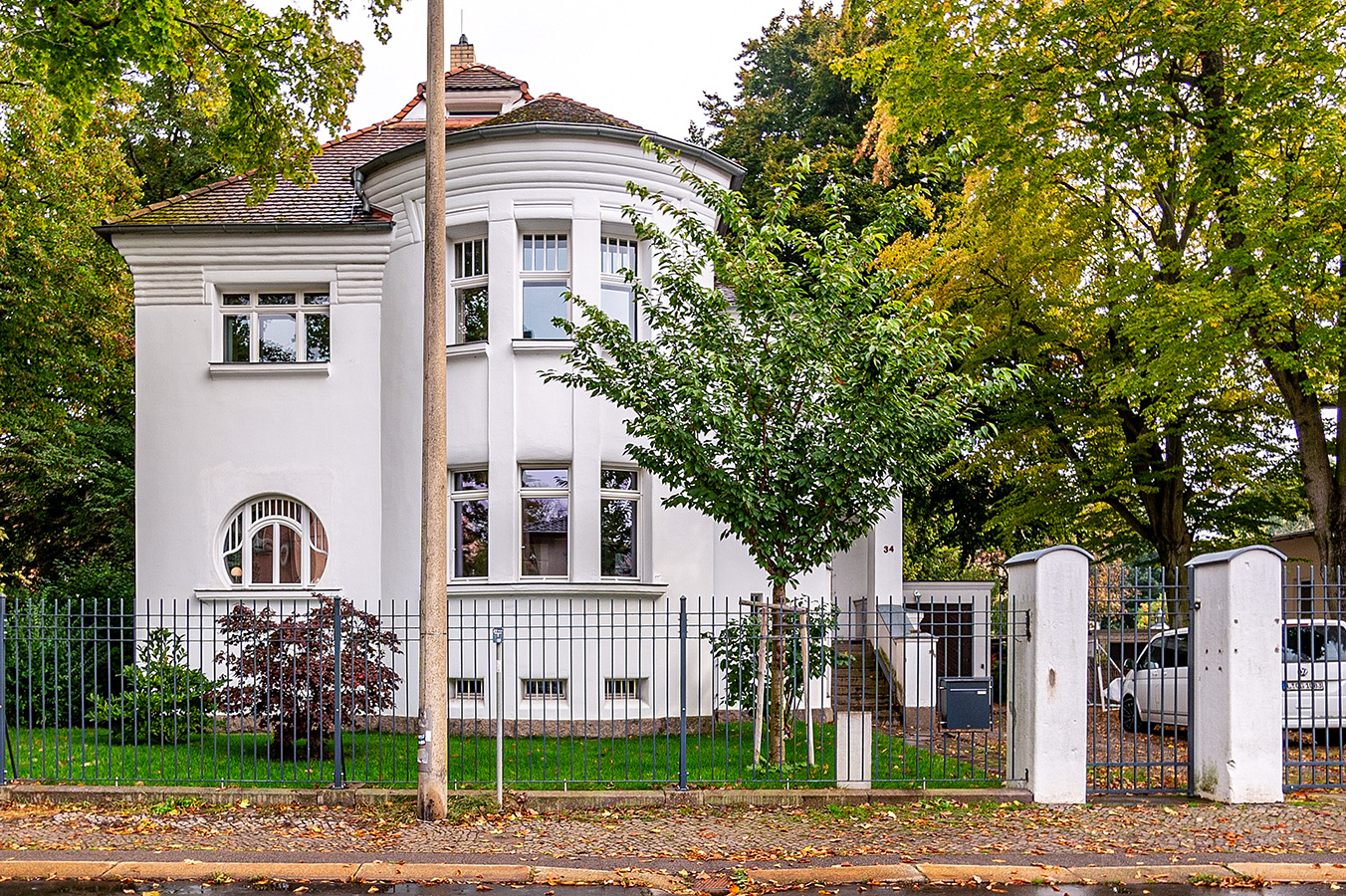
Landhaus Loose
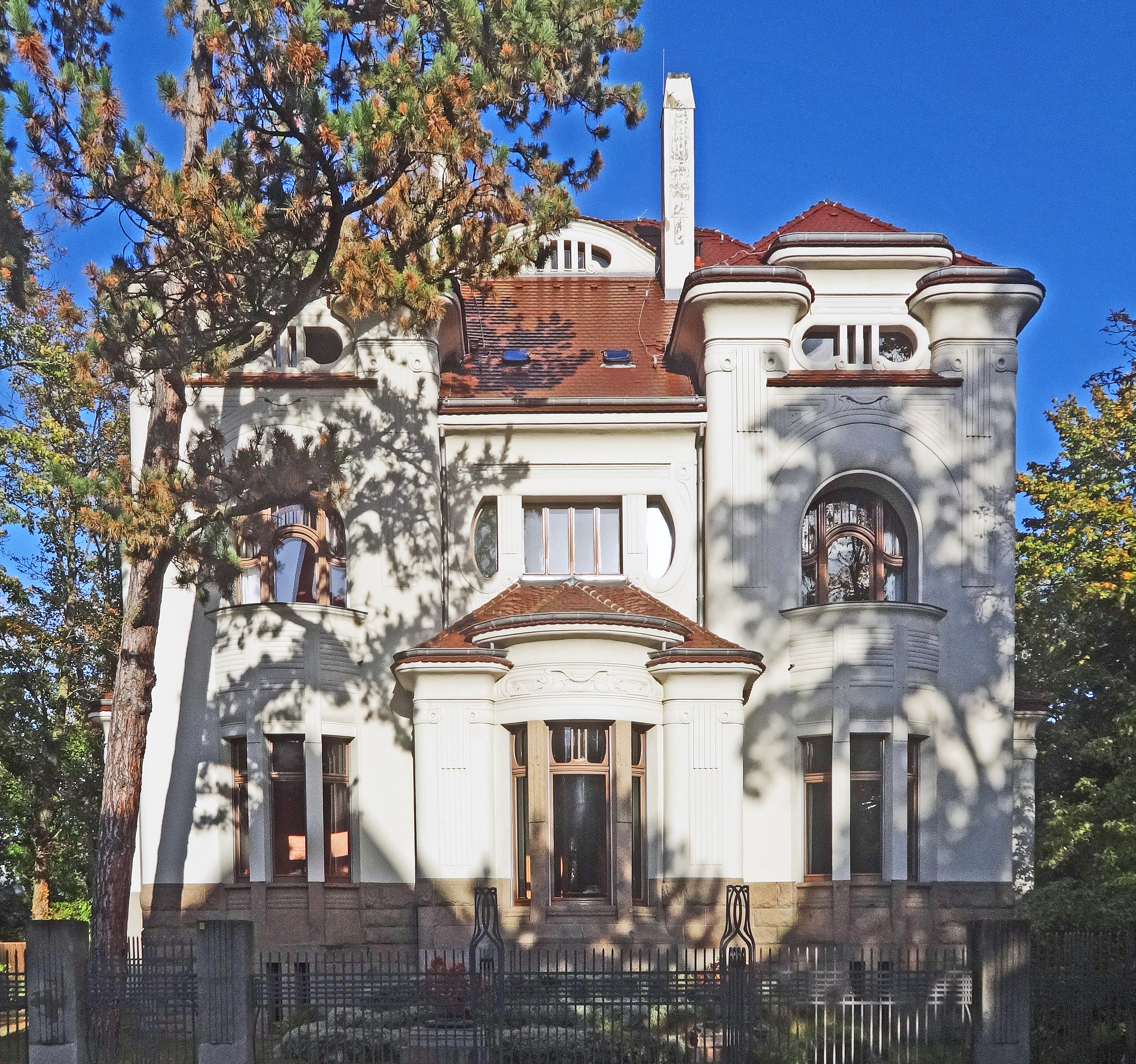
Villa Görke
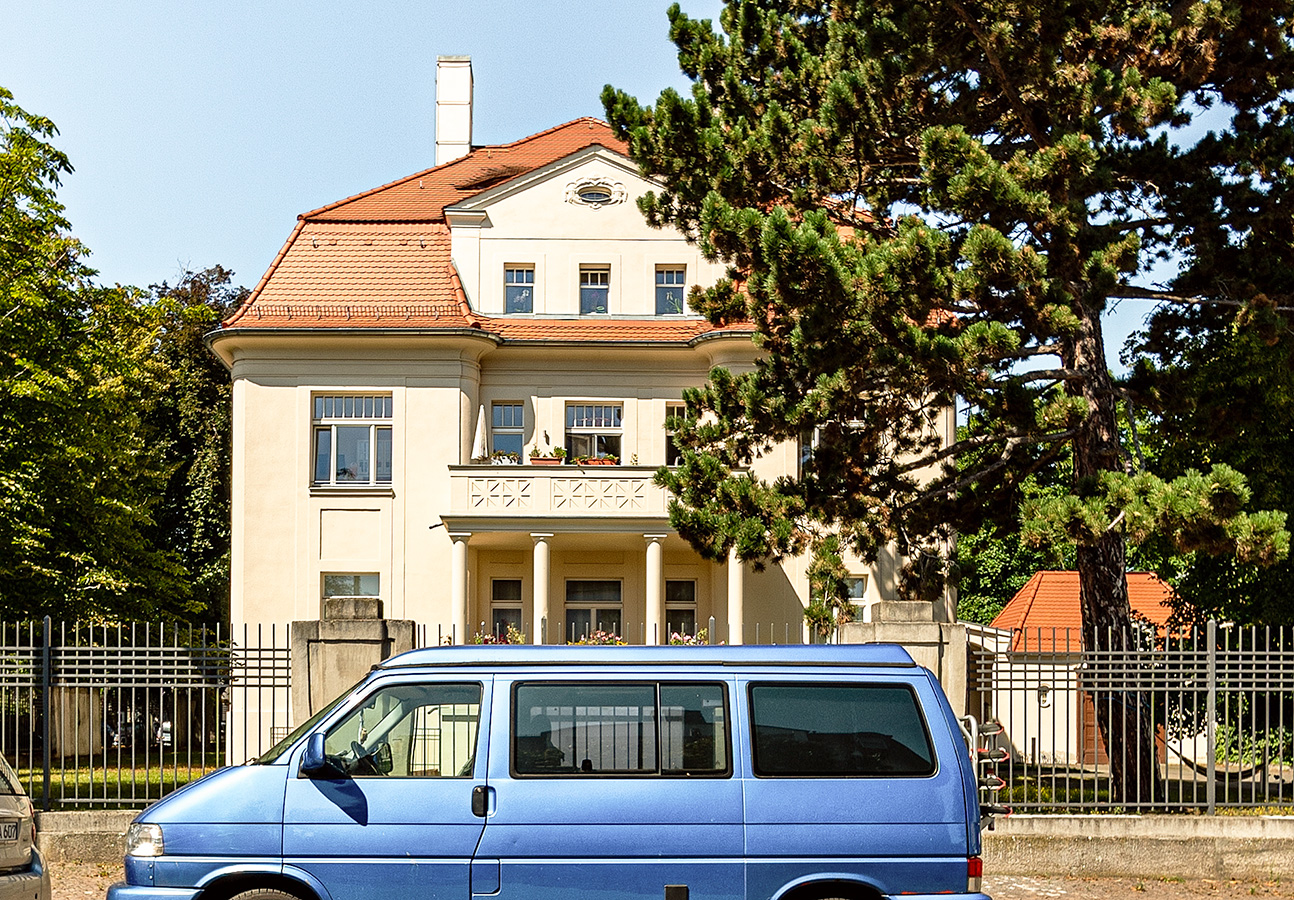
Villa Gottschalk

### Geschäftshäuser

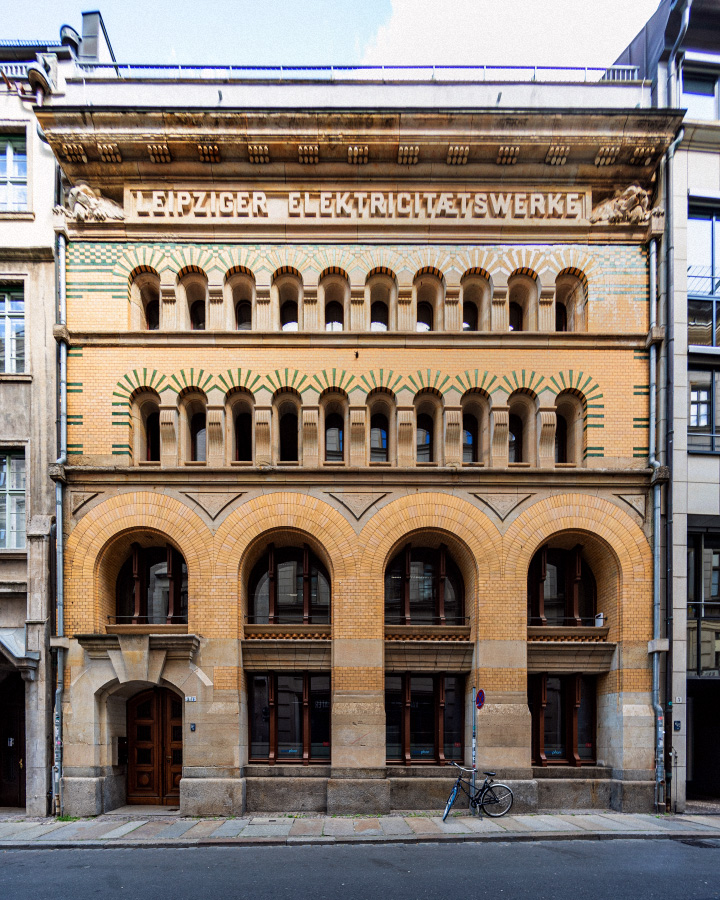
Unterstation E-Werke

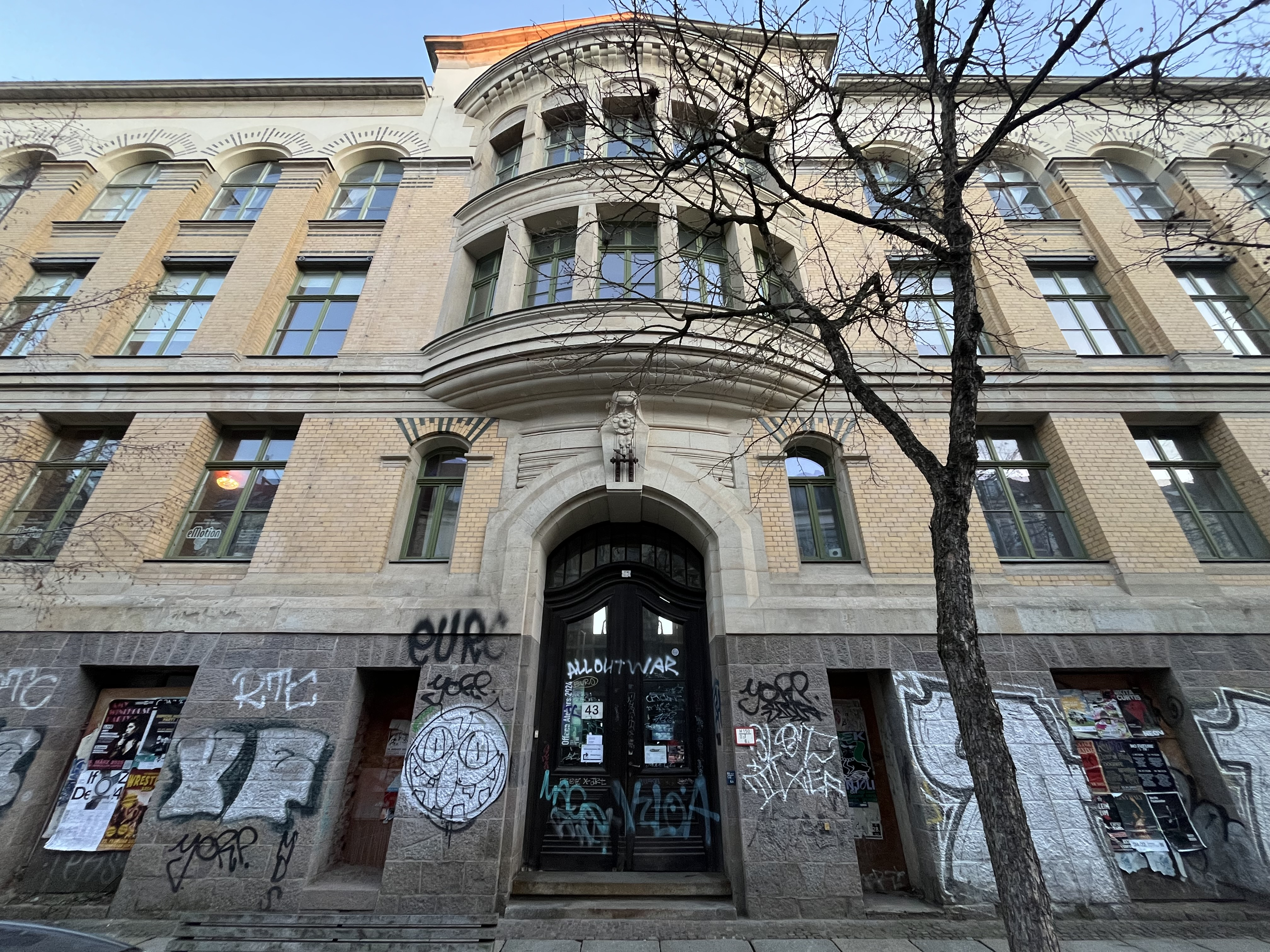
Kunstanstalt Grimme & Hempel

- Unterstation der Leipziger Elektrizitätswerke, Magazingasse 3 (1894/1895, Mitarbeit)
- Geschäftshaus Wolanke, Petersstraße 9 (1896/1897, kriegszerstört)
- Ausstellungspavillon Nietzschmann / Wommer, Sächsisch-Thüringische Industrie- und Gewerbeausstellung Leipzig 1897 (nicht erhalten)
- Kunstanstalt Grimme & Hempel, Könneritzstraße 43 in Schleußig (1897/1898)

### Grabmale
- Grabanlage der Familie Eckstein, Friedhof in Falkenstein/Vogtl. (1900)
- Grabmal für Albin Gottschalk, Südfriedhof Leipzig (1905)
- Grabmal für Walter Queck, Südfriedhof Leipzig (1907)